# 侯叔祺
侯叔祺（英文：Simon HAU），侯叔祺BBS ，曾任香港旅遊業議會副主席、主席。 曾任港事顧問、香港學聯旅遊有限公司董事總經理。

## 學歷
- 工商管理碩士

## 參與公共事務
- 港事顧問（1995-1998年）
- 湖南省政協（1995-1998年）
- 新機場及有關工程諮詢委員會委員（1995-1998年）
- 香港海洋公園前董事
- 旅行代理商諮詢委員會（1995-2000年）
- 香港旅遊業議會主席（1997-2000年）

## 相關
- 港事顧問
- 銅紫荊星章
- 1995年香港立法局選舉
- 香港2000年度授勳及嘉獎名單